# (4592) Алкиссия
(4592) Алкиссия (лат. Alkissia) — типичный астероид главного пояса, открыт 24 сентября 1979 года советским астрономом Николаем Черных в Крымской астрофизической обсерватории и 20 июня 1997 года назван в честь астронома Алексея Киселёва.

## Обнаружение и именование
(4592) Алкиссия
Открыт 24 сентября 1979 года в Научном Н. С. Черных.
Назван в честь Алексея Алексеевича Киселёва (р. 1927) — астронома Пулковской астрономической обсерватории, опытного наблюдателя двойных звёзд и лидера в области фотографической астрометрии планет и спутников. Он разработал новые методы уменьшения астрометрической пластины и определения орбиты. Его всеобъемлющий трактат по фотографической астрометрии является стандартным справочником для всех наблюдателей в обсерваториях бывшего Советского Союза. После Второй мировой войны Киселёв провёл семь лет в тюрьме как жертва политических репрессий.
Оригинальный текст (англ.)4592 Alkissia
Discovered 1979-09-24 by Chernykh, N. S. at Nauchnyj.
Named in honor of Aleksej Alekseevich Kisselev (b. 1927), astronomer at the Pulkovo Astronomical Observatory, skilled observer of double stars and leader in the field of photographic astrometry of planets and satellites. He has devised new methods of astrometric plate reduction and of orbit determination. His comprehensive treatise on photographic astrometry is a standard reference for all observers at the observatories of the former Soviet Union. After World War II, Kisselev spent seven years in prison as a victim of political repression.
Источники: DISCOVERY.DB; M.P.C. 30095.

## Орбита

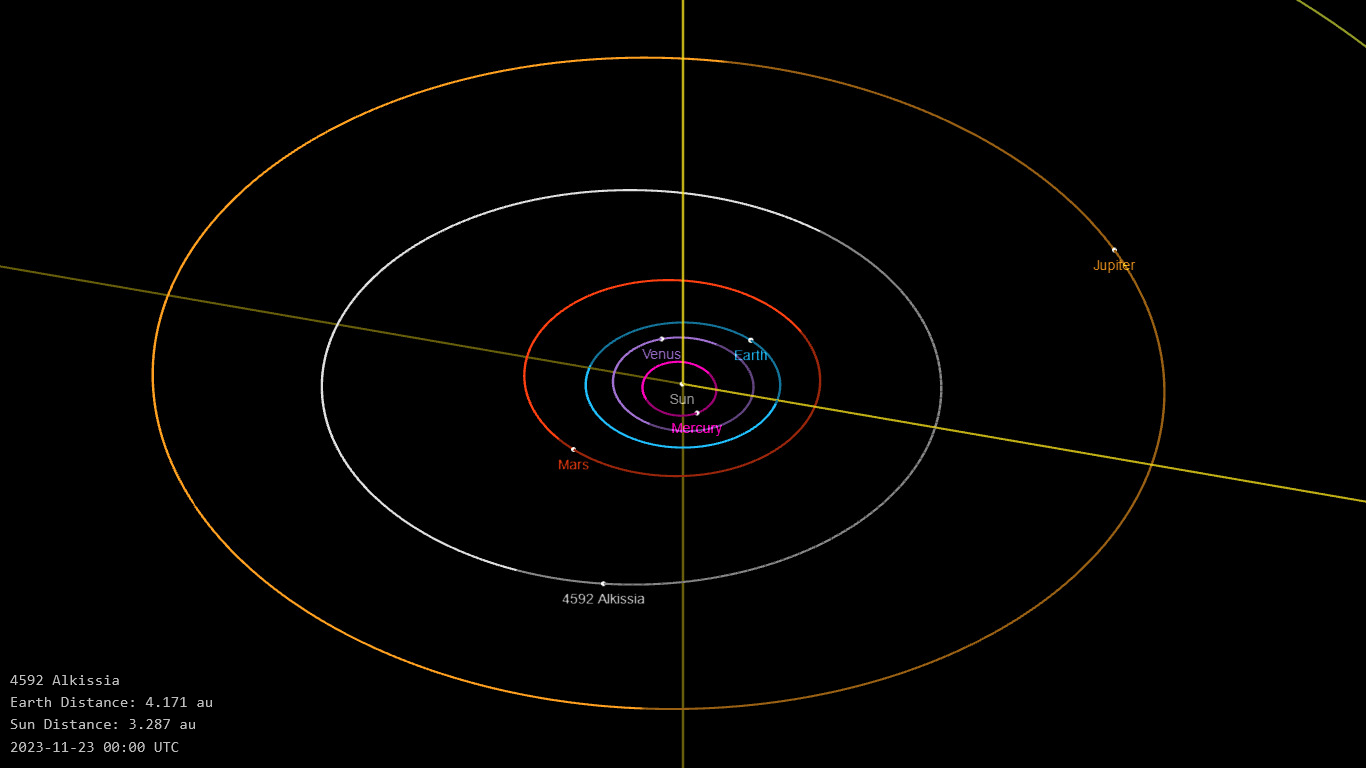
Орбита астероида Алкиссия и его положение в Солнечной системе

## Физические характеристики
Астероид относится к таксономическому классу C.
По результатам наблюдений в видимом и ближнем инфракрасном диапазоне космического телескопа NEOWISE диаметр астероида оценивался равным 13,989±0,255 км. Согласно тем же источникам альбедо оценивается как 0,0823±0,0105 и 0,082±0,010.